# Ostra (Góry Świętokrzyskie)
 Ostra (350 m n.p.m.) – zalesione wzniesienie w Paśmie Posłowickim Gór Świętokrzyskich, położone na terenie Kielc.